# Йозеф Гох
Йозеф Пауль Йоганнес Гох (нім. Joseph Hoch, 3 травня 1815 — 19 вересня 1874) — німецький юрист і благодійник. Він заповів свій статок Фонду консерваторії Гоха, заснованому в 1878 році у Франкфурті. Після Лейпцига та Берліна це сьома найстаріша музична консерваторія Німеччини. Народився і помер у Франкфурті-на-Майні.

## Життя
Гох походив із родини, яка поколіннями жила у Франкфурті-на-Майні. Усі четверо його бабусь і дідусів жили там. Його батько, юрист Йоганн Петер Ієронімус Гох (1779—1831), був членом магістрату і сенатором, який у 1829 році став мером вільного міста Франкфурта. Його мати, уродженка Швейцарії Оттілі фон Зоденштерн, також була дитиною депутата магістрату та сенатора.
Він почав вивчати фортепіано та скрипку в юному віці. Як і його батько до нього, Гох вивчав право та отримав ступінь доктора права. У 41 рік він одружився з баронесою Оттілі фон Зоденштерн, яка пережила його на 48 років. Померла в Касселі в 1922 році. Потомства у пари не було.
Він успадкував великий статок від обох сторін своєї родини. Здавна він вирішив за зразком банкіра Йоганна Фрідріха Штеделя заповідати достатньо грошей своєму місту для заснування інституту мистецької освіти. Перед тим, ніж здійснити поїздку до Англії в 1843 році, він склав перший варіант заповіту з таким наміром, який вступмв у силу 14 липня 1857 року. У своєму заповіті з 21 параграфа він залишив Фонду консерваторії приблизно мільйон німецьких золотих марок.
Його могилу можна знайти на головному міському кладовищі у Франкфурті.

## Подальше читання
- Пам'ятна промова професора доктора Макса Флеша-Тебезіуса, виголошена 19 травня 1965 року на святкуванні 150-річчя Йозефа Гоха, надрукована в: Stiftung Dr. Hoch's Konservatorium Joseph Hoch zum 100. Todestag, Франкфурт-на-Майні: Крамер, 1974, з люб'язного дозволу д-ра Генрієтт Крамер, Verlag Waldemar Kramer GmbH, Франкфурт і д-ра Пітера Кана, Франкфурт.
- Peter Cahn: Das Hoch'sche Konservatorium у Франкфурті-на-Майні (1878-1978), Frankfurt am Main: Kramer, 1979.
- Festschrift 125 Jahre Stiftung Dr. Hoch's Konservatorium Frankfurt am Main, Франкфурт-на-Майні, 2003.

## Зовнішні посилання
- Домашня сторінка Консерваторії Гоха у Франкфурті-на-Майні